# Silvius matsumurai
Silvius matsumurai är en tvåvingeart som beskrevs av Hiromichi Kono och Takahasi 1939. Silvius matsumurai ingår i släktet Silvius och familjen bromsar. Inga underarter finns listade i Catalogue of Life.